# Rafael Steinbach
Rafael Andrej Steinbach (* 6. November 2003 in Kaliningrad, Russland) ist ein deutscher katholischer Laie aus Rottweil (Baden-Württemberg). Er ist durch sein Engagement in der Initiative #OutInChurch und seine mediale Präsenz in kirchlichen Reformdebatten bekannt geworden.

## Leben
Steinbach wuchs in Rottweil-Hausen auf und engagierte sich in seiner Heimatpfarrei St. Maria als Ministrant, später als Oberministrant. Nach dem Schulabschluss absolvierte er ein Freiwilliges Soziales Jahr in der katholischen Kirchengemeinde St. Martinus Kornwestheim. Seit 2024 befindet er sich in Ausbildung zur Fachkraft für Veranstaltungstechnik am Stage Palladium Theater Stuttgart.

## Engagement
Im Rahmen der Aktion #OutInChurch outete sich Steinbach 2022 öffentlich als queer und forderte gemeinsam mit weiteren Unterzeichnern kirchliche Reformen. Er war Mitunterzeichner eines offenen Briefes an Bischof Gebhard Fürst und nahm am Katholikentag 2022 in Stuttgart an einer Podiumsdiskussion zur Vereinbarkeit von Glaube und queerer Identität teil.

## Medienpräsenz
Steinbach war 2021 in der Radiosendung Typisch himmlisch auf Antenne 1 zu Gast. 2023 berichtete der WDR im Format Diesseits von Eden über ihn anlässlich des Jahrestages von #OutInChurch.
Er ist zudem in einer Porträtserie des Fotografen Martin Niekämper abgebildet, die 2024 unter dem Titel Gut. Katholisch. Queer als Bildband erschien und mit dem Deutschen Fotobuchpreis ausgezeichnet wurde. Die dazugehörige Wanderausstellung wurde 2025 unter anderem in Stuttgart und Münster gezeigt.

## Rezeption
Medien und kirchliche Publikationen beschreiben Steinbach als Vertreter einer jüngeren Generation von Katholikinnen und Katholiken, die offen über ihre sexuelle Orientierung sprechen und sich für Akzeptanz innerhalb der Kirche einsetzen.